# Сигнальний пристрій

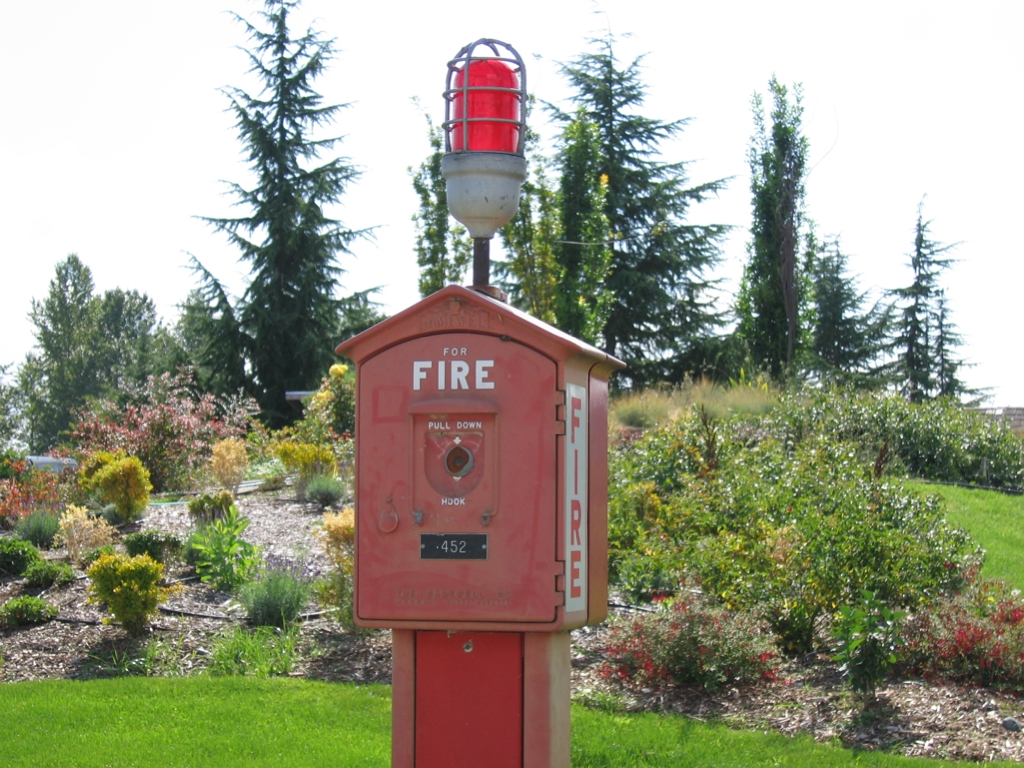
Пристрій пожежної сигналізації в парку Магнусон

Сигналізація — узагальнена назва пристроїв для сигналізування про небезпеку, аварійний стан, певну подію тощо.
Сигнальний пристрій або система сигналізації створюють звукову, візуальну або іншу форму сигналу тривоги про виникнення проблеми або певного стану. Сигнальні пристрої часто оснащені сиреними.
Термін походить від італійської all'arme!, що буквально означає "до зброї".